# Rhode Island (U-Boot)
Die USS Rhode Island (SSBN-740) ist ein Atom-U-Boot der United States Navy und gehört der Ohio-Klasse an. Als Ship Submersible Ballistic Nuclear (SSBN) führt sie 24 Interkontinentalraketen mit.

## Geschichte
SSBN-740 wurde 1988 in Auftrag gegeben und noch im September des Jahres auf Kiel gelegt. Bauwerft war die zum Konzern General Dynamics gehörende Electric Boat in Groton, Connecticut. Erst im Juli 1993 war der Bau beendet, das Boot konnte vom Stapel gelassen und nach dem US-Bundesstaat Rhode Island getauft werden. Taufpatin war Mrs. Kati Machthley. Ursprünglich sollte bereits SSBN-730 nach dem Staat in Neuengland benannt werden, nur Tage vor der Taufe wurde jedoch der Plan geändert und der just verstorbene US-Senator Henry M. Jackson als Namenspatron ausgewählt.
Im Jahr nach dem Stapellauf folgte die Endausrüstung und Werfterprobungsfahrten, am 9. Juli 1994 konnte Rhode Island offiziell in Dienst gestellt werden. Von Kings Bay, Georgia fährt das Boot in der Atlantikflotte.
Von Dezember 2015 bis August 2018 lag die Rhode Island in Norfolk Naval Shipyard auf Werft, um ihren Reaktor mit neuem Brennstoff zu beladen und andere Systeme zu modernisieren.
Am 1. November 2022 machte die Rhode Island in Gibraltar fest.